# Benjamin Knower
Benjamin Knower junior (* 1775 in Boston, Province of Massachusetts Bay; † 26. August 1839 in Watervliet, New York) war ein US-amerikanischer Händler, Bankier und Politiker.

## Werdegang
Benjamin Knower junior, Sohn von Elizabeth Wood und Benjamin Knower, wurde 1775 in der damals noch eigenständigen Stadt Roxbury (heute ein Borough von Boston) geboren. Seine Kindheit war vom Unabhängigkeitskrieg überschattet. Um 1800 zog er nach Dutchess County (New York). Er heiratete am 21. Juni 1800 Sarah Van Kleek (1779–1833) in der Dutch Reformed Church in Poughkeepsie (New York). Vor 1810 ließ er sich in Albany (New York) nieder, wo er Hüte verkaufte, die sein Bruder Timothy in Guilderland (New York) herstellte. Lokalen Überlieferungen zufolge wurden die Hüte wasserdicht gemacht, indem diese in den Bozenkill eingetaucht wurden, einen Bach hinter einer Mansion in Knowersville, einem Dorf in Guilderland. Der Britisch-Amerikanische Krieg überschattete die Folgejahre.
Bei der Präsidentschaftswahl im Jahr 1820 fungierte er als Wahlmann für James Monroe und Daniel D. Tompkins, beide von der Demokratisch-Republikanischen Partei. Knower war von 1821 bis 1824 Treasurer of State von New York. Er war ein führendes Mitglied der Albany Regency. Am 28. April 1824 heiratete seine Tochter Cornelia (1801–1889) den State Comptroller William L. Marcy.
Infolge der Finanzierung des Eriekanals wurde Knower reich. Er war Direktor der Mechanics and Farmers Bank of Albany. Nach dem Tod seiner ersten Ehefrau heiratete er am 23. Juni 1836 Sophia P. Castle († 1886) in New York City. Er wurde auf dem Albany Rural Cemetery in Menands (New York) beigesetzt. Sein Haus in Guilderland wurde als Knower House bekannt und 1982 in das National Register of Historic Places aufgenommen.